# Rietveld (polder Alphen aan den Rijn)
Rietveld is een polder en een voormalig waterschap in de Nederlandse provincie Zuid-Holland, in de gemeente Alphen aan den Rijn.
Het waterschap was verantwoordelijk voor de vervening, drooglegging en de waterhuishouding in het gebied.
Het gebied ligt ten oosten van het gehucht Rietveld. Ten westen hiervan ligt de bijna gelijknamige polder Rietveldse Polder.